# Equis (canción)
«Equis» [sic], también llamado «X», es una canción del cantante y rapero colombiano, puertorriqueño-estadounidense Nicky Jam y el cantante colombiano J Balvin. Fue publicado el 2 de marzo de 2018 bajo los sellos Sony Music Latin y La Industria, Inc., como el primer sencillo del quinto álbum de estudio de Jam, Íntimo. Fue escrito por Jeon, Juan Diego Medina, Nicky Jam y J Balvin, y producido por Jeon y Afro Bros.
El video oficial del tema en YouTube superó los 100 millones de visitas en 8 días, rompiendo un nuevo récord y convirtiéndose en el video musical de música latina en superar dicha cifra más rápido.

## Versión Remix
El 28 de junio de 2018, los cantantes de reguetón Maluma y Ozuna anunciaron que grabaron la versión remix de dicho tema con Nicky Jam y J Balvin. El tema se lanzó el mismo día que se anunció y hasta agosto de 2020, el tema siendo solo un audio contaba con más de 150 millones de visitas. Actualmente, el remix tiene más 180 millones de vistas.

## Video musical
El vídeo musical fue producido por Cinema Giants en la ciudad de Miami y fue dirigido por Jessy Terrero y Nicky Jam.
La temática que gira en torno a “X (EQUIS)” trata sobre una mujer que impactó de sobremanera a Nicky Jam y J Balvin, llamándoles la atención la energía que ella tenía a la hora de bailar. Sin embargo, la aventura que ellos mantenían con la mujer estaba llena de rumores y de gente que rechazaba la apariencia de ambos, pero Nicky y Balvin insisten en que los cuerpos se dejen llevar por el baile.
El video superó los 130 millones de vistas en 10 días. Hasta inicios de agosto de 2018 la canción contabiliza 1100 000 000 millones de vistas en YouTube.

### Polémica por compra de vistas
El cantante puertorriqueño Almighty, denunció que los cantantes o directivos compraron vistas en Youtube, para que el vídeo llegue a esa cifra en una semana.
Días antes, el también cantante Ñejo, afirmó que existen cantantes que pagan y compran visitas para que sus vídeos tengan más reproducciones, y aunque no mencionó nombres, todo hace señalar que se refirió a este vídeo. En lo anterior mencionado, no se puede definir, por la sencilla razón de que en Spotify y en iTunes el tema fue un éxito total en streams, descartando así dichos rumores.

## Listas
| Listas (2018)                          | Mejor posición |
| -------------------------------------- | -------------- |
| Alemania (Offizielle Deutsche Charts)  | 14             |
| Argentina (Argentina Hot 100)          | 17             |
| Argentina (Monitor Latino)             | 8              |
| Austria (Ö3 Austria Top 40)            | 33             |
| Bélgica (Flandes) (Ultratop 50)        | 19             |
| Bélgica (Valonia) (Ultratop 50)        | 19             |
| Bolivia (Monitor Latino)               | 9              |
| Canadá (Canadian Hot 100)              | 39             |
| Chile (Monitor Latino)                 | 15             |
| Colombia (National Report)             | 27             |
| Costa Rica (Monitor Latino)            | 10             |
| Croacia (HRT)                          | 63             |
| Ecuador (National Report)              | 60             |
| El Salvador (Monitor Latino)           | 2              |
| Escocia (Scottish Singles Sales Chart) | 79             |
| Eslovaquia (Rádio Top 100)             | 37             |
| Eslovaquia (Singles Digitál Top 100)   | 45             |
| España (Top 100 Canciones)             | 1              |
| Estados Unidos (Billboard Hot 100)     | 47             |
| Estados Unidos (Hot Latin Songs)       | 1              |
| Francia (SNEP)                         | 4              |
| Guatemala (Monitor Latino)             | 4              |
| Honduras (Monitor Latino)              | 5              |
| Hungría (Dance Top 40)                 | 11             |
| Hungría (Single Top 40)                | 37             |
| Hungría (Stream Top 40)                | 32             |
| Irlanda (IRMA)                         | 67             |
| Italia (FIMI)                          | 1              |
| México (Billboard)                     | 4              |
| México (Streaming (AMPROFON)           | 1              |
| Nicaragua (Monitor Latino)             | 3              |
| Noruega (VG-lista)                     | 24             |
| Países Bajos (Dutch Top 40)            | 3              |
| Países Bajos (Mega Single Top 100)     | 5              |
| Panamá (Monitor Latino)                | 2              |
| Paraguay (Monitor Latino)              | 1              |
| Perú (Monitor Latino)                  | 1              |
| Polonia (Polish Airplay Top 100)       | 30             |
| Portugal (AFP)                         | 2              |
| Portugal (AFP)                         | 1              |
| Reino Unido (UK Singles Chart)         | 74             |
| República Dominicana (SODINPRO)        | 3              |
| Rumania (Romania Airplay Media Forest) | 2              |
| Rusia (Russia Airplay Tophit)          | 78             |
| Suecia (Sverigetopplistan)             | 30             |
| Suiza (Schweizer Hitparade)            | 3              |
| Uruguay (Monitor Latino)               | 1              |
| Venezuela (National Report)            | 40             |

## Certificaciones
| País      | Certificación         | Ventas  | Organismo certificador | Ref.   |
| --------- | --------------------- | ------- | ---------------------- | ------ |
| Venezuela | 2× Platino            | 80 000  | PROMUSICAE             | [ 56 ] |
| México    | Diamante + 4× Platino | 540 000 | AMPROFON               | [ 57 ] |
| Portugal  | Oro                   | 5000    | AFP                    | [ 58 ] |